# Akkord (gæld)
 For alternative betydninger, se Akkord. (Se også artikler, som begynder med Akkord)
Akkord er enten kreditorers (fordringshaveres) nedskrivning af en skyldners gæld eller udsættelse af gældens betalingsfrist. Akkord kan både være frivillig og tvunget. Akkord gives som regel for at undgå at skylderen går konkurs og dermed sikre kreditorerne et større provenu.
| Jura | Spire Denne juraartikel er en spire som bør udbygges. Du er velkommen til at hjælpe Wikipedia ved at udvide den. |